# Opsiphanes phylas
Opsiphanes phylas är en fjärilsart som beskrevs av Hans Fruhstorfer 1912. Opsiphanes phylas ingår i släktet Opsiphanes och familjen praktfjärilar. Inga underarter finns listade i Catalogue of Life.